# Sempervivum glabrifolium
Sempervivum glabrifolium är en fetbladsväxtart som beskrevs av Antonina Georgievna Borissova. Sempervivum glabrifolium ingår i släktet taklökar, och familjen fetbladsväxter. Inga underarter finns listade i Catalogue of Life.